# آرشي فيني
آرشي فيني (بالإنجليزية: Archie Phinney)‏ هو عالم إنسان أمريكي، ولد في 4 سبتمبر 1904، وتوفي في 29 أكتوبر 1949.